# Macrocoma leprieuri
Macrocoma leprieuri é uma espécie de escaravelho de folha da África Setentrional e a Península da Árabia até ao Corno de África. Foi primeiro descrito por Édouard Lefèvre em 1876, como espécies de Pachnephorus .

## Subespecie
Há duas subespécies de M. leprieuri:
- Macrocoma leprieuri leprieuri (Lefèvre, 1876): A subespécie nominotípica. Distribuída em Marrocos,[5] Argélia,[6] Tunísia,[7] e os Emirados Árabes Unidos.[8] Também encontrado na Arábia Saudita,[9] Iémen,[10] Egipto,[11] Líbia,[12] Sudão, Etiópia e Somália.[13]  Mede entre 3.6 e 4.5 mm.
- Macrocoma leprieuri majuscula Bechyné, 1957: Encontra-se no Egipto.  É maior em medida que a forma nominal da espécie, medindo entre 4,5 e 6 mm.